# 山口剛央
山口 剛央（やまぐち たけひさ、1973年〈昭和48年〉 - ）は、日本の気象予報士。ウェザーニューズの予報センター職員。ウェザーニューズの「ウェザーニュースLiVE」の気象解説員。
京都府京都市西京区出身。愛称はぐっさん。

## 経歴
中学2年生の頃、書店で手に取った「理科年表」をきっかけに地震に強い興味を持つ。気象について学べる大学を目指したものの、理系科目が苦手で次に興味があった法学部へ進学。
1995年1月17日に発生した兵庫県南部地震を実家のある京都にて体験。
その後、1995年に大学を卒業し、医薬品会社に就職した。
1994年に始まった気象予報士の試験に合わせる形で勉学に励み、1996年3月に気象予報士の試験に3度目の挑戦で合格した。本人曰く「学科は最初の試験で合格していたが実技で苦戦し、3回目は「『これでダメならきっぱりとやめよう』という気持ちだった」というが、たまたま自分の記憶にあった天気図が出題されたため「実際に起きたことを書けばいいだけ」という幸運もあった。1996年の秋に転勤の打診があり、それをきっかけに医薬品会社を退社。転職活動をする中でウェザーニューズに出会い、1997年1月に入社が決定。その入社面接では、面接官の1人に宇野沢達也がいた。
入社後しばらくして、森田清輝（当時同社執行役員・予報センター主責任者）より声がかかり、西日本の道路気象を担当。大阪で3年ほど勤務する。
その後本社がある千葉に転勤となり、2009年ごろから同社の天気情報配信サービスSOLiVE24（現ウェザーニュースLiVE）への出演を始め、通常の気象情報の解説の他に、自らの被災体験や地震についての解説、地震計・風速計等の観測機材の原理の解説などを適宜行っている。
2011年3月11日の東日本大震災時は、発災直後の15時頃より約30時間にわたって番組に出演、地震や津波についての解説を続けた。この模様は同社ホームページやYouTubeチャンネルのアーカイブで現在も視聴可能。
2018年7月より、予報センターに配属。同時に総合職から専門職へと雇用形態を変更し、以降は解説員としての職務に専念する。

## 人物
- 1985年12月17日、京都市内にて2cmの積雪がありそれをどうしても記録しようとしたのが気象への関心の第一歩。気象の記録を始める[1]。
- 1986年8月25日正午、台風13号が沖縄に接近している様子の天気図をラジオを聴きながら記録する形で天気図の記録を開始。当時の手書きの天気図は自宅や実家に現在も保管されており、番組内で披露する事もある。
  - 11年余り続いた気象観測は、天気・気温・雨量・積雪・風向・風速・気圧（一時期）を中心にしていた。
  - 記録を止めたのは、ウェザーニューズに入社して「気象衛星ひまわりの画像をただで見られる」ようになったため。後述するように入社前には個人で受信機を購入するほどだったが、入社後は「高精度の画像を無料で見られてアメダスまでついてくる」ようになったことから「ここは天国だ」と思ったという[4]。
- 大学は京都府内の大学の法学部に入学。アーチェリーの団体に所属[1]。
- 1996年7月にひまわりの受信機を個人で購入(170万円)。自動車とどちらを買うかという話で家族と相談の上、ひまわりの受信機を選択したが、購入後1年で壊れる。
  - 他にもこれまで地震計など計測機器の自作も行っている。地震計は「畳1畳分の大きさで、重さも20kgほどある」ため、引っ越しができないのが悩み[4]。
  - 特に、地震計については2021年8月23日にウェザーニュースLiVE内の特番で作り方を紹介している。しかし、本人はもっと本格的な物を作りたいと言っている[6]。
- 放送局に配属時は、地震発生時等に出演していた。広島の放送局に大雨で呼ばれたときに人生で初の気象解説をする。
- ウェザーニュース入社直後の1997年頃、東京にあるテレビ局関係の部署で勤務した際に、当時から上司の森田清輝が運転する車で東京まで往復していた[7]。東京での仕事時間が明け方の為、まだ京葉線も始発前に入る必要があったためと話している。森田が運転していた理由は、『山口に運転させると安全に拘るあまり倍の所要時間がかかる』と述べている。
- 前述の地震計に続き、2021年冬に転倒ます型雨量計を自作。2022年5月19日に、雨量計のしくみなどの解説を特番で紹介した(通称雨量計特番。また、この放送の際は予報センターから解説するのではなく、久しぶりとなる自らスタジオに赴いての放送であった)[8]。
- 阪神タイガースのファンであり、自宅で発泡酒を飲みながら試合を観戦することを趣味に持つ[1]。
  - 2023年に阪神タイガースがリーグ優勝及び日本一になった際には、それぞれウェザーニュースLive内で特番が組まれた。
- 極端な暑がりのため、夏場は必ず水シャワーを浴び、さらにその際の水温を測るのが習慣[4]。
- 土木工学にも興味があり、特に「いかに複雑な形をしているかに惹かれる」という。橋やトンネルなどの形状が気になるといい、大好きなのは米子自動車道の摺鉢山トンネル[4]。
- 社員証以外ほとんど何も入っていない大きな鞄を、通勤時は必ず肩に下げている[1]。
- 生真面目な風貌をしているものの、番組内で女性キャスターと繰り広げるトークでは自身の生態が露呈され、キャスターからツッコミを受けたり、時には弄ばれることもある。その影響もあってか、現在では新たな迷場面や珍場面が起こる度に、視聴者の持つ切り抜きYouTubeチャンネルにそのシーンを切り抜いた動画が投稿され、その各々に多数の反応が寄せられており、少なからぬ視聴者からの支持を得ている[1]。
  - かつて檜山沙耶からは番組内で「ぐっちゃんねる」と名付けたYouTubeチャンネルの開設を希望された。山口本人は「需要がない」と嫌がっているが、実際にウェザーニュースLiVE内の企画（地震や自然災害、自作した地震計や雨量計の解説など）ではYouTubeで数十万単位の再生回数を稼いでいる[9][10][11]。
  - YouTubeチャンネル登録数100万人を突破した記念グッズとして、各キャスター陣のアクリルスタンドセットの生産が決まった。そのラインナップにはキャスター陣以外で唯一「シークレット扱い」として山口の製品化も発表された[12]。
  - 2023年12月からバンダイナムコ系列のゲームセンターにおけるアミューズメント専用商品として展開される、「ウェザーニュースLiVE ココぎゅっと！ぬいぐるみ」では、同月15日から登場する第2弾で気象予報士として唯一山口がぬいぐるみ化された[13][14]。
  - 2023年7月8日に行われた100万人突破のファンミーティングでは、忌引のため、出席出来なかった大島璃音に代わり山口が出席し、金の盾を受け取った[15]。
  - 同年の年末には、予報士という立場でありながら番組の大忘年会配信に当時キャスターだった檜山沙耶と彼女と同期の駒木結衣、山岸愛梨と共にスペシャルゲストとして参加した[16]。

### ダンゴムシ事件
- 2022年3月27日の番組内で自身の長年の習慣に触れた際、大島璃音に『ダンゴムシ「についても」解説して頂きました』と言うところを『ダンゴムシ「にも」解説して頂きました』と言い間違えられ、結果的に山口を「ダンゴムシ」呼ばわりする「ダンゴムシ事件」が生まれる。切り抜き動画がYouTubeにアップされると瞬く間に拡散・話題となり、現在1000万回以上再生されている[1]。
- 同年12月31日、ウェザーニュースLIVE・ムーンの時間に行われた年末特番・振り返り特別番組にて、「ダンゴムシ事件」が2022名(迷)場面ランキングで圧倒的な視聴者票を集め第1位となり、コメントを求められた山口は「一言で言うと、人生が変わった」「本当にありがたい。」「数年話していない同僚にも話しかけられた。恥をかいたとは思っていない。」と振り返った[17]。

### 他メディアへの出演
2024年6月21日放送分のBSよしもと『ジュニア、伺う』ではメインゲストとして取り上げられ、同番組ホストの千原ジュニアと対談した。元々千原がウェザーニュースLiVEの熱狂的ファンだということもあり、千原が幕張のウェザーニューズ本社スタジオを取材で訪れた際には、千原と山口が生放送で共演した。